# Gorno Dreanovo, Blagoevgrad
Gorno Dreanovo (în bulgară Горно Дряново) este un sat în comuna Gărmen, regiunea Blagoevgrad,  Bulgaria. 

## Demografie
Componența etnică a satului Gorno Dreanovo
     Nicio identificare (5,25%)
     Turci (1,18%)
     Bulgari (91,17%)
     Romi (0%)
     Altele (2,37%)
La recensământul din 2011, populația satului Gorno Dreanovo era de 1.009 locuitori. Din punct de vedere etnic, majoritatea locuitorilor (91,17%) erau bulgari, cu o minoritate de turci (1,18%). Pentru 5,25% din locuitori nu este cunoscută apartenența etnică.